# Naldo
Ronaldo Aparecido Rodrigues, mest känd som Naldo, född 10 september 1982 i Londrina, är en brasiliansk före detta fotbollsspelare.

## Karriär
Naldo spelade sju år i Werder Bremen innan han skrev på för Wolfsburg 2012. Den 15 maj 2016 värvades Naldo av Schalke 04, där han skrev på ett tvåårskontrakt.
Den 3 januari 2019 värvades Naldo av Monaco, där han skrev på ett 1,5-årskontrakt. Den 17 januari 2020 meddelade Monaco att Naldo lämnade klubben.